# Дискусија о наслеђу Велике кнежевине Литваније
Дискусија о наслеђу Велике кнежевине Литваније представља питање наслеђа Велике кнежевине Литваније (ВКЛ) и односа према њој од стране савремене Белорусије и Литваније. Кључне спорне тачке тичу се генезе и порекла државе, улоге балто-литванских и белоруско-словенских земаља, као и национално-етничког карактера саме државе. У оквиру ове расправе, издвојиле су се две супротстављене концепције о Великој кнежевини Литванији: према једној, она се тумачи као балтичка држава, док је друга види као претежно словенску (протобелоруску). Ипак, све више присталица стиче гледиште, које узима у обзир улогу како предака данашњих Литванаца, тако и предака данашњих Белоруса, одбацујући екстремне и једностране приступе овом питању.
Корени ове расправе сежу до XVI века, али је она у свом садашњем облику настала у другој половини XIX и почетком XX века, упоредо са развојем белоруског и литванског националног покрета. Прва фаза борбе за наслеђе завршила се у корист Литванаца, који су у светској јавности почели да се сматрају јединим наследницима ове државе. Крајем 1980-их и почетком 1990-их година започела је савремена фаза расправе, подстакнута објављивањем радова Миколе Јермаловича, који је критички преиспитивао дотадашње ставове о пореклу Велике кнежевине Литваније. Након распада СССР-а, научници из обе земље започели су дијалог у циљу проналажења компромисног решења. Поред академске заједнице, у ову расправу су укључене и државне власти, шира јавност, као и корисници интернета. Бројни савремени белоруски и литвански интелектуалци и јавне личности позивају на међусобно разумевање и уважавање различитих гледишта, истичући заједничко наслеђе Велике кнежевине Литваније за оба народа.
Део Пољака, Руса и Украјинаца је такође изражавао своју припадност тој држави.

## Концепти
Почетком XXI века, у научним круговима су се искристалисале три основне концепције о настанку Велике кнежевине Литваније (ВКЛ):
- „Литванска“ (позната и као „традиционална”[2], „летувистичка“, „балтичка“, званична совјетска[3]): главна улога се приписује балтичким племенима Аукштајта и Литве (прецима данашњих Литванаца), истичући балтичко порекло првог владара — Миндовга[1]. У основи ове концепције лежи идеја о еволуцији старолитванског друштва до државе и освајању словенских суседа. Концепција је настала у XVIII—XIX веку[4], али њени корени сежу до XVI века[3]
- „Белоруска“[5] (позната и као концепција Јермаловича[6]): главна улога се приписује словенском становништву Руси (прецима данашњих Белоруса), посебно области Понемања, где је држава и настала. ВКЛ се посматра као изворно белоруска држава, формирана претежно на белоруској територији са преовлађујућом улогом белоруског елемента[1]. Оваква интерпретација се појавила крајем 1980-их и почетком 1990-их година[7]
- „Центристичка” (позната и као „белоруско-литванска“, „литванско-белоруска“, „литванско-рутенска“[8], компромисна[1]): признаје се улога како предака Литванаца, тако и предака Белоруса. ВКЛ се посматра као мултинационална држава, настала на балто-словенској основи. Настала је на бази „великоруске“ концепције, која је претпостављала мирно укључивање Староруске државе у ВКЛ и наглашавала посебан статус православне цркве и рутенске властеле[1]. Њен развој се везује за другу половину XIX века и повезан је са покушајима да се држава представи као део руске историје[4]

Међу осталим концепцијама је и „пољска“. Претпоставља се да и Пољска има право на историјско наслеђе ове државе
У „Дедови. Дајџест публикација о белоруској историји“ укратко су позиције страна описане овако:
| „ | Међутим, наша историографија, којој још увек није пошло за руком да изађе из националних оквира, уверена је да је управо Белорусија главни наследник ВКЛ, јер су наше земље чиниле већи део Кнежевине, а старобелоруски језик је био државни. Летувиси [Литванци] нам говоре да је већина великолитванских кнезова била балтичког порекла, а старобелоруски језик — само канцеларијски. Белоруси приговарају: како је то ВКЛ ваше, ако је у њему Балта (Жамојта [Литванаца]) било само 5% становништва? | ” |

### Поједина питања дискусије

#### Порекло литванских кнезова
Део ових спорова постало је питање порекла владајуће династије. Постоје следеће теорије:
1. Римско порекло литванских кнезова. Заснива се на белоруско-литванским летописима[11], Биховчевој хроници, „Летопису Велике кнежевине Литванске, Руске и Жамојтске”. Према легенди, владајућа династија потиче од Римљанина Палемона, рођака Нерона, који је побегао од суровог императора (види Палемоновичи)[12]
2. Пруско порекло. Заснива се на „Великопољској хроници“. Тврди се да је Миндовг био пруски владар, који је побегао од крсташа[13].
3. Владајућа династија потиче од кнезова древнолитванских племена. Заснива се на етимологији имена владара од стране литванских истраживача XX века[14].
4. Велики литвански кнежеви потичу из династије полоцких владара Рогволодовича. Заснива се на „Воскресенској летописи”, „Великопољској хроници“ и западноруским летописима XVI века. Према овој верзији, литвански магнати су позвали на власт Давила и Ринголда (називан оцем Миндовга, оснивача државе), потомака Рогволода Полоцког[15].

#### Прва престоница
Такође се воде спорови око прве престонице државе. Литванска страна инсистира да је то био Кернаве (на основу дела „Гонец цноты“ из 1574. године), док белоруска страна наводи Навагрудак (на основу дела „Хроника пољска, литванска, жемајтска и целе Руси“ из 1582. године). При томе, обе публикације припадају историчару Маћеју Стријковском. Како је напоменуо белоруски завичајни историчар Виктар Корбут, осим „неоснованих полумитских тврдњи Стријковског“ никакве озбиљне аргументе стране нису изнеле. Такође, као престоница се помиње и летописна Ворута, чија тачна локација није утврђена.

## Историја

### Настанак проблема. Победа литванске верзије
Историчар Аљаксандар Кравцевич је почетак спорова око Велике кнежевине Литваније повезао са развојем литванског и белоруског националних покрета. Сам проблем порекла државе он је довео до идеолошког сукоба из XVI века између Литваније и Москве
Његов колега Саргеј Марозав је указао да су реализацији идеја државности два народа претходили покушаји литвинске властеле да обнови државу. После устанка 1863—1864. године, Литванци и Белоруси су одустали од тога, пошто су „почели да схватају себе и своје сопствене интересе“. Ипак, политичко наслеђе ове државе заузело је важно место у њиховим идеологијама. Касније, по Марозаву, „размимоилажење интереса потомака ВКЛ-а са формирањем нација и националне самосвести, различито виђење будућности народа историјске Литваније довело је до конкуренције због заједничког политичког наслеђа“. Већ почетком XX века литвански политичари су почели да сматрају себе јединим наследницима историјске Литваније. Овај приступ се коначно учврстио током Првог светског рата. Белоруси су, према речима друштвено-политичког делатника тог периода Антона Луцкевича, осећали тесну везу са суседима, чему је допринело заједничко наслеђе ВКЛ-а
Вјачаслав Насевич је истакао да је историјско наслеђе ВКЛ-а и однос према њој одиграо кључну улогу у формирању идентитета Белоруса и Литванаца. Многи од њих су почели да га доживљавају као државу својих предака. Савремена литванска нација и национална држава су изграђене умногоме захваљујући осећају историјског континуитета. Пресудну улогу, према мишљењу истраживача, одиграла је „звучна сличност имена“. Према Насевичу,
| „ | Настанак белоруске нације је од почетка био у сложенијем положају, пошто у историјској прошлости није било тако убедљивих звучних подударања. Тачније, историјска самоименовања „Рус“, „руски“, која су користили њихови преци, су у тренутку обликовања белоруске националне идеје била чврсто „узурпирана“ од стране становника Русије. Чињеница да су их покушавали оспорити у своју корист и украјински националисти, само је додатно компликовала ситуацију. | ” |

Повезивање са ВКЛ-ом се догодило посредством термина „Литвини“. Тако су себе називали становници белоруских земаља пре него што се усталио назив „Белоруси“. Реч је имала значење политонима, који је означавао све становнике ВКЛ-а (како Литванце, тако и Белорусе)
У првој фази борбе за наслеђе државе, према Андреју Котљарчуку, Литванци су били успешнији. Разлог за то је био што се у другој половини XIX века и почетком XX века њихов национални покрет нашао у повољнијем положају од суседа. Тако су, између осталог, Литванци сачували националну цркву, а царске власти нису биле против просвете и штампе на литванском језику, макар и ћирилицом. Белоруси нису имали ништа од тога, пошто се овај народ није сматрао самосталним. Сметале су и потешкоће у избору сопственог имена: Вацлав Ластовски је пропагирао назив „Кривија“ (по имену једног од древних протобелоруских племена, Кривича), Јан Станкевич је покушавао да уведе у употребу термин „Велика Литва“, други су се залагали за „Белорусију“. Захар Шибека је разлозима победе литванске стране додао и политичке догађаје: очување независности Прве литванске републике (за разлику од Белоруске Народне Републике) и предају Вилњуса 1939. године. У каснијем периоду, код совјетских и других историчара, „литванска“ концепција се учврстила као доминирајући став.

### Обнова дискусије. Потрага за компромисом
Савремена фаза дискусије, према мишљењу историчара Алега Дзарновича, започела је самиздатском публикацијом Миколе Јермаловича „Трагом једног мита: Да ли је било литванског освајања Белорусије?“ (рус. «По следам одного мифа: Было ли литовское завоевание Беларуси?»). Неко време се то дело ширило тајно у ограниченом кругу белоруске интелигенције. У другој половини 1980-их година, када је књига званично објављена, изазвала је негодовање у литванским академским круговима.
У периоду од 1990. до 1994. године, дискусије између Белоруса и Литванаца достигле су свој врхунац. У јуну 1992. године, у Гервјатима (Астравечки рејон Белорусији), одржан је „округли сто“ са циљем да се разјасне нека питања заједничке историје два народа. Литванија и Белорусија, које су стекле независност, почеле су да развијају сопствени субјективни поглед на прошлост. Научници су сматрали потребним да започну дијалог како би ускладили поједине моменте у историји настанка државе. На овом састанку, професор Адам Маљдзис је изнео мишљење о ВКЛ-у као белоруско-литванској држави или, истовремено, литванско-белоруској. И додат је и фактор украјинског народа. На састанку су стране успеле да постигну компромис по овом питању
Међутим, ови резултати нису успели да се учврсте, пошто је оваква формулација наишла на многе противнике у Литванији, док су се у Белорусији догодиле политичке промене, промењена је државна симболика, и Минск се повукао из борбе за наслеђе ВКЛ-а. Истовремено, литвански научници су показали да озбиљније и циљано приступају задатку репрезентације своје историје, објављујући своје радове на енглеском и немачком језику. Због тога се у свету Литовска Република сматра наследником ВКЛ-а. Постепено су литвански истраживачи почели да преиспитују старе ставове. Антанас Рачис је указао да су се у Универзалној литванској енциклопедији одрекли „романтичног приступа ВКЛ-у“, пошто ова држава „није била у строгом смислу Литванија“. У 2009. години, на округлом столу „Хиљадугодишњица Литваније. Литванија и Белорусија 1000 година заједно“, историчар Алфредас Бумблаускас је изјавио да је „ВКЛ наше заједничко наслеђе, и ви, Белоруси, узмите од њега колико желите“
4. маја 2013. године у Минску је одржана јавна дискусија о проблему виђења историје државе. Са белоруске стране у догађају су учествовали Алег Дзарнович и Аљаксандар Кравцевич, са литванске — Рустис Камунтавичијус и Дангирас Мачијулис. Током састанка, историчари су се фокусирали на питање да ли је било литванског освајања источнословенских земаља. Белоруски научници су своје виђење означили овако: настанак ВКЛ-а се догодио током уједињења Балта, који су поседовали војну моћ, са културно развијенијим источним Словенима, који су имали своју државност. Тиме је дошло до обострано корисне сарадње. Литванска страна је критиковала став колега, пошто је сумњала у мирну сарадњу, јер су Литванци у војним вештинама надмашивали становнике белоруских земаља, из чега би било логично претпоставити покоравање Словена. Белоруси су истакли да у писаним изворима нема помена о војним сукобима у Понемоњу.
Данас је у Републици Белорусији историјски наратив формиран на основу компромиса. Белоруски историчари су признали ову државу као важан елемент формирања сопствене државности и културе. Позиви појединих политичара да се она сматра темељем белоруске државности нису добили подршку историчара. Литванска страна сматра ВКЛ искључиво својим пројектом, иако признаје чињеницу губитка матерњег језика од стране елита и прелазак из јазичества у католицизам. Поједини представници се слажу са тим да су њихови преци сарађивали са Словенима, градећи ВКЛ. Како је напоменуо Камунтавичијус, „Белоруси су доносили културу, Литванци су се више борили“.

## Ставови

### Литванска концепција
Држава се представља као исход социо-политичког развоја древних литванских племена. Кључним моментом у формирању државе сматра се потчињавање становника Руси од стране Литванаца. Ово гледиште заступају многи руски (а раније совјетски) историчари, као и већина пољских и литванских научника. Како наглашавају заговорници ове концепције, док су источни Словени имали снажну државност (IX–XI век), Кијевску Рус (такође Староруска држава), територија данашње Литваније била је састављена од низа одвојених области на челу са „кунигасима“ (кнезовима). Држава је овде настала тек у XIII веку и одмах се претворила у моћну политичку и војну организацију. За јужне и западне области Руси, XII–XIII век био је време феудалне разједињености, међусобних ратова, који су слабили Словене. Све ово је било додатно отежано нападима татаро-монголских хорди и крсташа. Стога су западне и јужне области Руси, упркос вишем нивоу развоја, постале лак плен за Балте.
Део ове концепције је хипотеза о раној литванској држави, која је наводно настала у Аукштајтији око 1183. године. Међутим, темељно успостављање кнежевине се везује за средину XIII века. Слабење Староруске државе током феудалне разједињености сматра се кључним фактором, који је омогућио Литванцима да започну експанзију, пре свега тиме што су Балти били укључивани у сукобе кнезова као најамници. Различите кнежевске групе су покушавале да привуку литванске дружине на своју страну, што значи да су постале зависне од странаца. Претпоставља се да је у XII веку, уз подршку Полоцке кнежевине, у чије су међусобне сукобе били укључени најамници, Литванија покорила суседне кнежевине Налшија, Делтува и Нерис. До 1183. године Литванци су можда ујединили све ове земље у једну кнежевину, о чему сведочи јачање њихове моћи у том периоду. Импулс за консолидацију Балта била је спољна претња: прво, стабилизација положаја Полоцка довела је до обнављања експанзије Полочана у Наљшане у правцу Браслава; друго, у балтички регион стижу крсташи. Након уједињења, од 1183. године, литванска држава почиње нападе на источне суседе. У XII–XIII веку Литванци су вршили нападе на Псков, Новгород, Полоцк, Великије Луки.
Као показатељ функционисања Велике кнежевине Литваније (ВКЛ) наводи се ширење појма „Литванија“ на нове територије. Према мишљењу заговорника, центар државе била је Литванија у уском смислу, односно бивша територија првобитне литванске кнежевине, подручје насељавања племена Литва. Временом се име проширило на територију данашње Републике Литваније.
Допринос и улога предака Белоруса у овом приступу се не разматрају.

### Белоруска концепција
Заступници белоруске концепције наглашавају одсуство доказа о освајањима у историјским документима. Истовремено, настанак Велике кнежевине Литваније (ВКЛ) пратило је освајање балтичких земаља, посебно Дјаволтве и Налшана, уништавање и протеривање локалних феудалаца, што је било у интересу племства белоруских земаља. Поред тога, тврди се да је погрешно поистовећивање летописне Литваније (XI–XIII век) са источним делом данашње Литваније (тадашњом Аукштајтијом). Историјски докази и топонимија показују да се у средњем веку под Литванијом подразумевала територија Горњег Понемања, која се налазила између Полоцке, Турово-Пинске и Новгородске земље и која је заједно са њима била једна од историјских области Белорусије (у том периоду крај није био словенски, већ се налазио на граници насељавања Балта). Овде „Белоруси“ улазе у сукоб са „Литванцима“, пошто је за ове друге она заузимала територију Жемајтије, Аукштајтије, Села и Земгала.
Улога Миндовга у историји се према белоруској концепцији сматра преувеличаном. Већи значај се придаје деловању Војшелка. Управо је он спровео уједињење Новгородске, Пинске, Налшанске, Деволтовске, Полоцко-Витебске и летописних литванских земаља у јединствену државу. Међутим, док је припајање балтичких територија било насилно, припајање Пинска, Полоцка и Витебска је протекло добровољно. На сличан начин су се и друге белоруске земље припајале Великој кнежевини Литванији. Новогрудок је играо пресудну уједињујућу улогу у почетном периоду. Напомиње се да су источнословенске земље у великој мери одређивале културни и економски развој ВКЛ. Према овом гледишту, иако су владајућа династија и део аристократа били литванског порекла, феудалци белоруских и других староруских земаља такође су учествовали у управљању државом.
Понекад се Балти или не примећују, или се умањује њихова улога у стварању ВКЛ. Штавише, прецима данашњих Литванаца, као и њима самима, оспорава се право да се сматрају Литвом и Литванцима, а уместо тога се предлажу историјски називи „Жмуђ“ („Жамојт“, „Жамојтија“) и „Жмудини“, којима су их раније Белоруси и називали. Према мишљењу заговорника ове интерпретације, први термини су се увек односили само на Словене, односно на Белорусе. Ознака „Рус“ се везује за територију данашње Украјине. При томе се Жмуђ сматра одвојеним од историјске Литваније, односно Белорусије, регионом, као и Аукштајтија.
Заговорници истичу да су према Статуту ВКЛ државотворни народи били Литвини (Белоруси) и Руси (Украјинци), док су Жмудини (Литванци) заједно са Јеврејима проглашени обесправљеним националним мањинама. Присвајање имена Литваније Жмудинима дошло је под царском влашћу: уместо „Литвини“ (рус. литвины) у значењу Белоруса, царизам је 1870-их увео појам „Литванци“ (рус. литовцы) у значењу Жмуда. Балтички елемент се објашњава присуством Јатвјага на територији данашње Гродњенске области, који су се белорусизовали и нису повезани са Литванцима.

### Центристичка концепција
У полемичкој литератури прве половине XVIII века јавила се идеја о мирном карактеру укључивања староруских земаља у литванску државу и гарантованом, путем привилегија, посебном статусу за православну цркву и староруско племство. На тој основи је формирана „великоруска“ верзија порекла ВКЛ, која је нашла свој одраз у радовима историчара наредних периода, укључујући и традиционалну белоруску историографију XX–XXI века. У другој половини XIX века закључено је да се процес припајања територија бивше Староруске државе не може објаснити искључиво освајачком стратегијом Литванаца или слабљењем староруских кнежевина.
Заговорници центристичке концепције стварања Велике кнежевине Литваније, на основу одговарајућег конкретно-историјског материјала, тврде да су у XIII–XIV веку одлучујућу улогу у стварању и развоју земље играли како западноруски, тако и литвански феудалци. Међутим, у XV–XVI веку успоставила се доминација елите словенског порекла. Остале позиције се критикују због тога што се државност не посматра као политичка творевина, скуп политичких институција, већ се своди на територију, језик и друге етничке карактеристике. Велика кнежевина Литванија се доживљава као полиетничка држава. Њено формирање се повезује са настајањем предуслова за државност код Литванаца, тежњом белоруских земаља да превазиђу феудалну разједињеност и консолидују се, као и спољним претњама у виду крсташа и [[Монголско царство|татаро-монголских хорди. Према овом гледишту, дошло је до спајања војне моћи Балта са културним достигнућима источних Словена. Одриче се покоравање Белоруса од стране Литванаца.
Историјско језгро ВКЛ назива се Белоруско Понемање, које је у то време било подручје активне интеракције Балта и Словена. Летописна Литванија се лоцира у Виленском крају, односно на југоистоку Републике Литваније и северозападу Републике Белорусије.
Како се наводи, стварање ВКЛ је почело деловањем Миндовга. У међусобној борби за власт, он је поражен и био је принуђен да побегне из првобитне Литваније (у то време се под тим топонимом, претпоставља се, подразумевале балтичке земље на северозападу данашње Белорусије и југу данашње Литваније) у Новогрудок. Локално становништво бира Миндовга за свог кнеза и поставља пред владара задатак да прошири територију кнежевине на рачун суседне Литваније.

### Остале концепције
Искључиву улогу Литванаца у изградњи државе оспоравају такође Руси и Украјинци. У савременој Русији се у Великој кнежевини Литванији понекад види алтернативни пут сопственог развоја. За Украјину је ова држава постала важна етапа на путу формирања језика и народа. Претензије Украјинаца су оправдане чињеницом да су у другој половини XIV–XV века њихове земље преовладавале у просторном смислу над белоруским, литванским и руским. Међутим, у целини они не теже да улазе у расправу о ВКЛ, пошто су задовољни наслеђем Кијевске Руси. Руска страна у својим ставовима истиче да је као резултат деловања великих кнежева настала „руска” (литванско-руска), у суштини, држава, у којој је све било „руско”: вера, језик, грађански устави, схватања, нарави, обичаји. Као последица тога, историја ВКЛ има непосредну везу са историјом Русије. Стање се променило тек са јачањем пољског утицаја.
У основу претензија Пољака на ВКЛ легле су студије историчара XX века, које су се тицале проблема закључивања персоналне и реалне уније ВКЛ и Пољске. Стручњаци су разматрали период историје ВКЛ као део пољске историје. Управо је тема правне усмерености послужила као оправдање за слична гледишта. У основи пољске концепције лежи интерпретација латинске речи „applicare“ (која се може превести и као „уједињење“ и као „припајање“) из текста Кревске уније 1385. године, која је предвиђала да ће велики кнез Јагело истовремено са литванским заузети и пољски престо. Историчар Станислав Кутшеба је сматрао да је „applicare“ синоним за „incorporatio“, и следствено томе, Литванија је била припојена Пољском краљевству. Ова интерпретација је од стране Гжегожа Блашчика названа „инкорпорационом“ и била је прихваћена од стране пољске историографије. Претензије се такође оправдавају и Лублинском унијом 1569. године, током које је, према мишљењу пољске стране, била инкорпорирана не само јужна област Литваније, територија данашње Украјине, већ и фактички цела кнежевина. После 1569. године се не може говорити о пољско-литванској унији, пошто ВКЛ у државно-правном смислу више није постојала. Очување назива Велике кнежевине за њене земље сматрало се очувањем историјског, традиционалног територијалног одређења.
Све ово је довело до тога да се Пољско-литванска државна заједница, која је настала као резултат уније, од стране неких сматра само пољском државом, а ВКЛ се у периоду 1569–1795. године доживљава као „пољско наслеђе на истоку“.

## Политика
У савременом свету, историја било које државе постала је инструмент манипулације јавном свешћу од стране политичара. Континуитет савремене Литваније са средњовековном кнежевином одражен је у Уставу републике из 1992. године:
| „ | Литвански народ, који је пре много векова створио литванску државу, градећи њене правне темеље на Литванским статутима и Уставима Републике Литваније, који је вековима одлучно бранио своју слободу и независност, сачувавши свој дух, матерњи језик, писмо и обичаје, остварујући природно право човека и народа да слободно живи и ствара на земљи својих очева и предака – у независној литванској држави, […] вољом грађана обновљене литванске државе прихвата и проглашава овај Устав. | ” |

Раније је ова веза посредно наглашавана у Актима о обнављању независне литванске државе од 16. фебруара 1918. и 11. марта 1990. године.
Белоруске национално оријентисане странке (Белоруски народни фронт, Белоруска социјалдемократска Грамада) и друштвене организације („Талака“, „Паходња“), основане крајем 1980-их, подржале су „белоруску“ концепцију настанка Велике кнежевине Литваније (ВКЛ) и покушавале да је искористе у свом друштвено-политичком деловању. Ово се објашњава чињеницом да су лидери ових организација били управо они историчари, археолози и филолози, који су и сами развили ову концепцију, чији је екстремни облик добио назив литвинизам.
Противници литвинизма га сматрају маргиналном псеудонаучном теоријом. Белоруска политичка активисткиња Свјатлана Цихановскаја окарактерисала је овај покрет као „маргиналну теорију“, која тежи да вештачки раздвоји Литванце и Белорусе, и изјавила да Белоруси поштују територијални интегритет и историјско наслеђе Литваније. Литвинизам је такође описиван од стране својих критичара као облик фашизма, повезан са експанзионистичким територијалним претензијама Белорусије према суседним земљама.
године, литвинизам је изазвао нови талас критика од стране научне јавности Литваније. Лист „Независимаја газета“ је приметио да се због тога однос према белоруској дијаспори у земљи погоршао. Спор је првобитно избио на друштвеним мрежама, а затим су се у њега укључили нови учесници у виду посланика Парламента Литваније и Раде Белоруске Народне Републике (белоруска влада у избеглиштву). Председник литванског парламентарног одбора за националну безбедност и одбрану, Лауринас Кашћунас, изразио је огорчење због тога што Белоруси „присвајају историју Литваније“.
Са своје стране, актуелно руководство Белорусије је настојало да избегне политизацију историје и екстремне оцене. 2022. године, председник Александар Лукашенко је назвао Велику кнежевину Литванију „првом белоруском државом“, која је формирана „на основу белоруског етноса“ као „одбрамбени савез са балтичким племенима“, критикујући суседне земље због порицања доприноса Белоруса развоју ВКЛ и Пољско-литванске уније (Жечпосполита).

## Анализа
Како је писао Насевич, „литванска“ и „белоруска“ концепција (научник их је назвао „конкурентним парадигмама“) се не разликују толико по квалитету научне анализе или потпуности увида у постојеће чињенице, колико по различитом избору полазних аксиома. У таквој ситуацији, критика противника са становишта грешака у њиховом логичком ланцу не постиже циљ – она само доводи до исправљања појединих недостатака и тиме доприноси учвршћивању парадигме коју покушавају да оборе. Према мишљењу стручњака, когнитивне могућности историјске науке по овом питању су близу исцрпљивања. Постојеће чињенице омогућавају конструисање две верзије догађаја, између којих је немогуће коначно изабрати.
Према речима истраживачице Јане Сумине, нерешеност проблема генезе ВКЛ повезана је са недостатком поузданих података.
Рустис Камунтавичијус је видео корен спора не у тумачењима научника, већ у школском предавању историје. По његовом мишљењу, једини излаз у овој ситуацији је „не трудити се да промениш размишљање суседа, већ покушати да га разумеш“. У разговору за лист „Комсомољскаја правда“, који се тицао дискусије о наслеђу ВКЛ, истраживач је посебну пажњу посветио школском образовању.
| „ | Литванци од првих разреда школе уче да Велика кнежевина почиње са литванским земљама, односно са источном Литванијом. Главни центри овог језгра налазе се на етничким литванским земљама, и одатле се кнежевина шири, укључујући и територију Белорусије. У Белорусији се наглашава да је језгро ВКЛ настало у јужним етничким литванским земљама плус земља Новогрудка. И прва престоница државе била је у Новогрудку. [...] Ми смо саставили анкету и поделили је студентима каунаског и гродненског универзитета. Једно од питања је гласило: „Где су биле најважније резиденције Радзивила?“ И сви белоруски студенти су навели Њасвиж и Мир. А шта Литванци? Сваки ученик у Литванији зна да је главна резиденција Радзивила у Кедајнама (Кедајњај). Наши студенти не знају ништа о Њасвижу, а ваши о Кејданима. | ” |

Публициста Јан Бертанович је указао:
| „ | И данас, ако неког од правих историчара ухватите за крагну и поставите директно питање: „Брате, реци искрено, ко је створио ВКЛ: Белоруси или Литванци?“, он ће јасно објаснити: они који су га стварали нису ни претпостављали да ће се после много векова овде изненада појавити националне државе. А након њих – и политичари који ће почети да деле прошлост. | ” |

Према мишљењу филозофа Валерија Јеваровског, овај спор је „школски ниво поноса на своју прошлост“. Он је предложио да се сваком народу остави право да верује у оне историјске корене који су му ближи. Захар Шибека је изнео сличну мисао. По његовом мишљењу, у историји постоје ствари које је немогуће решити консензусом, и стога два народа имају право да на свој начин перципирају и тумаче наслеђе. Делатник белоруске дијаспоре Алес Чајчиц је напоменуо да Белоруси никада нису имали снаге за равноправну дискусију, а Литванци нису имали потребе за том дискусијом. Међутим, овај разговор би требало да се одржи. Он је предложио пројекат Јединственог прелазног кабинета министара у области националног препорода: „мировну конференцију“ између историчара и политичара две земље. Чајчиц је сматрао да би наслеђе ВКЛ требало да уједињује народе, а не да их раздваја.
Сличне ставове о проблему имали су и Адам Маљдзис, Егидијус Александаравичијус и Анджеј Пукшто.